# ایانگری
ایانگری (به انگلیسی: Aiyangeri) یک منطقهٔ مسکونی در هند است که در کارناتاکا واقع شده‌است.